# Piacenza Football Club 1958-1959
Questa voce raccoglie le informazioni riguardanti il Piacenza Football Club nelle competizioni ufficiali della stagione 1958-1959.

## Stagione
Nella stagione 1958-1959 il Piacenza disputa il girone A del campionato di Serie C, un torneo a ventuno squadre, con una sola promozione in Serie B, e nessuna retrocessione per l'allargamento dei quadri. Il Piacenza con 29 punti si piazza con la Cremonese al penultimo posto della classifica, mentre sale in Serie B l'Ozo Mantova che ha vinto il torneo con il Siena a 58 punti, e poi ha battuto i toscani (1-0) nello spareggio promozione.
Ripresa la Serie C, il Piacenza si appresta ad affrontare il campionato tra molte incertezze tecniche ed economiche. La rosa perde elementi di valore come la bandiera Orlando Bissi che passa al Fiorenzuola, viene ceduto Giancarlo Cella al Torino, Franco Ghiadoni va a Pisa, mentre rientra al Milan Bruno Perissinotto. I nuovi biancorossi sono Gastone Celio e Rino Di Fraia arrivati dalla Sambenedettese, l'ex genoano Mario De Prati fa solo da comparsa. L'allenatore Sergio Rampini butta nella mischia molti giovani, qualcuno non lascia traccia, altri arriveranno in Serie A, come Piero Ferri ed Eugenio Brambilla. Un altro giovane Alberto Galandini si mette in luce realizzando 8 reti, aiutando Albino Cella a tenere vivo l'attacco. Il campionato si dimostra un vero calvario da scalare, sempre nei bassifondi della classifica, il Piacenza chiude al penultimo posto, davanti solo al Pordenone, l'ancora di salvezza è la Lega che blocca le retrocessioni.

## Rosa
| N. |                   | Ruolo | Calciatore         |
| -- | ----------------- | ----- | ------------------ |
|    | Italia (bandiera) | P     | Franco Del Soldato |
|    | Italia (bandiera) | P     | Luigi Saletti      |
|    | Italia (bandiera) | D     | Orlando Biagi      |
|    | Italia (bandiera) | D     | Gastone Celio      |
|    | Italia (bandiera) | D     | Ernesto Cesena     |
|    | Italia (bandiera) | D     | Aldo Colombetti    |
|    | Italia (bandiera) | D     | Mario Gabbiani     |
|    | Italia (bandiera) | D     | Franco Scarpa      |
|    | Italia (bandiera) | C     | Carlo Colombetti   |
|    | Italia (bandiera) | C     | Piero Cucchi       |
|    | Italia (bandiera) | C     | Piero Ferri        |
|    | Italia (bandiera) | C     | Alberto Galandini  |

| N. |                   | Ruolo | Calciatore           |
| -- | ----------------- | ----- | -------------------- |
|    | Italia (bandiera) | C     | Gabriele Imperiali   |
|    | Italia (bandiera) | C     | Rinaldo Marchesi     |
|    | Italia (bandiera) | C     | Angelo Vignati       |
|    | Italia (bandiera) | A     | Giorgio Baffi        |
|    | Italia (bandiera) | A     | Eugenio Brambilla    |
|    | Italia (bandiera) | A     | Albino Cella         |
|    | Italia (bandiera) | A     | Mario De Prati       |
|    | Italia (bandiera) | A     | Rino Di Fraia        |
|    | Italia (bandiera) | A     | Alessandro Lombardi  |
|    | Italia (bandiera) | A     | Pierangelo Maccarini |
|    | Italia (bandiera) | A     | Cesare Reina         |

## Risultati

### Girone di andata
| Arbitro: | Gazzano (Genova) |

|                                        |           |                                         |
| De Prati 35’ Di Fraia 36’ Marchesi 86’ | Marcatori | 10’ Morelli 44’, 74’ Zorzan 64’ Nichele |

| Arbitro: | Bellotto (Pordenone) |

|                                   |           |  |
| Fracassetti 30’, 34’ Bellotti 47’ | Marcatori |  |

| Piacenza 5 ottobre 1958 3ª giornata | Piacenza              | 0 – 0 | Pisa | Barriera Genova\| Arbitro: \| Borasio (Alessandria) \| |
| Arbitro:                            | Borasio (Alessandria) |       |      |                                                        |

| Arbitro: | Bellotto (Pordenone) |

|  |           |              |
|  | Marcatori | 89’ De Prati |

| Piacenza 19 ottobre 1958 5ª giornata | Piacenza            | 0 – 0 | Pro Vercelli | Barriera Genova\| Arbitro: \| Baldassarre (Udine) \| |
| Arbitro:                             | Baldassarre (Udine) |       |              |                                                      |

| Cremona 26 ottobre 1958 6ª giornata | Cremonese          | 0 – 0 | Piacenza | Stadio Giovanni Zini\| Arbitro: \| Vatteone (Imperia) \| |
| Arbitro:                            | Vatteone (Imperia) |       |          |                                                          |

| Arbitro: | Torcini (Firenze) |

|  |           |         |
|  | Marcatori | 36’ Pin |

| Arbitro: | Politano (Cuneo) |

|                |           |  |
| Trabattoni 34’ | Marcatori |  |

| Arbitro: | Francescon (Padova) |

|              |           |  |
| Marchesi 62’ | Marcatori |  |

| Mantova 30 novembre 1958 10ª giornata | Ozo Mantova   | 0 – 0 | Piacenza | Stadio Danilo Martelli\| Arbitro: \| Leita (Udine) \| |
| Arbitro:                              | Leita (Udine) |       |          |                                                       |

| Arbitro: | Molinari (Genova) |

|           |           |            |
| Cella 54’ | Marcatori | 83’ Pagani |

| Arbitro: | Sbardella (Roma) |

|                  |           |  |
| Mastrototaro 28’ | Marcatori |  |

| Arbitro: | Ciferri (Roma) |

|           |           |  |
| Cella 58’ | Marcatori |  |

| Arbitro: | Borasio (Alessandria) |

|                                            |           |          |
| Franceschina 24’, 42’ (rig.) Currarini 56’ | Marcatori | 5’ Cella |

| Arbitro: | Orlando (Bergamo) |

|           |           |             |
| Cella 66’ | Marcatori | 34’ Caceffo |

| Arbitro: | Trezza (Verona) |

|                                  |           |              |
| Rossano 17’ Lugo 66’ Sartore 76’ | Marcatori | 56’ Marchesi |

| Arbitro: | Leita (Udine) |

|                                           |           |  |
| Villa 14’ Morelli 26’, 68’, 89’ Cerri 82’ | Marcatori |  |

| Arbitro: | Genel (Trieste) |

|               |           |  |
| Galandini 63’ | Marcatori |  |

| 1º febbraio 1959 19ª giornata |  | – Turno di riposo PIACENZA |  |  |

| Arbitro: | Carpani (Pavia) |

|             |           |  |
| Gratton 60’ | Marcatori |  |

| Arbitro: | Rancher (Roma) |

|                                                       |           |                                      |
| Rao 19’, 49’ Barberi 25’, 72’ Rossi 26’ Gilardoni 29’ | Marcatori | 63’ Cella 83’ Brambilla 89’ Di Fraia |

### Girone di ritorno
| Arbitro: | Borasio (Alessandria) |

|             |           |  |
| Marangi 84’ | Marcatori |  |

| Arbitro: | De Magistris (Torino) |

|                        |           |                |
| Di Fraia 28’ Cella 49’ | Marcatori | 55’ Scaramucci |

| Arbitro: | Ciferri (Roma) |

|              |           |              |
| Ghiadoni 47’ | Marcatori | 72’ Marchesi |

| Arbitro: | Vatteone (Imperia) |

|              |           |            |
| Marchesi 55’ | Marcatori | 5’ Ferrini |

| Arbitro: | Pecora (Lecco) |

|                |           |               |
| Ciocchetti 59’ | Marcatori | 74’ Galandini |

| Arbitro: | Bellotto (Pordenone) |

|                                |           |  |
| Galandini 6’, 59’ Marchesi 57’ | Marcatori |  |

| Arbitro: | Cataldo (Reggio Calabria) |

|                   |           |  |
| Brognoli 40’, 49’ | Marcatori |  |

| Piacenza 5 aprile 1959 29ª giornata | Piacenza             | 0 – 0 | Forlì | Barriera Genova\| Arbitro: \| Carbonelli (Brescia) \| |
| Arbitro:                            | Carbonelli (Brescia) |       |       |                                                       |

| Arbitro: | Sebastio (Taranto) |

|           |           |  |
| Rossi 42’ | Marcatori |  |

| Arbitro: | Genel (Trieste) |

|                  |           |                                      |
| Cella 89’ (rig.) | Marcatori | 10’ Giagnoni 56’ Fantini 77’ Recagni |

| Arbitro: | Bellotto (Pordenone) |

|            |           |  |
| Pagani 39’ | Marcatori |  |

| Piacenza 3 maggio 1959 33ª giornata | Piacenza        | 0 – 0 | Casale | Barriera Genova\| Arbitro: \| Guidi (Brescia) \| |
| Arbitro:                            | Guidi (Brescia) |       |        |                                                  |

| Arbitro: | Molinari (Genoa) |

|                |           |  |
| Taffarello 30’ | Marcatori |  |

| Arbitro: | Butti (Como) |

|           |           |           |
| Ferri 84’ | Marcatori | 70’ Corti |

| Arbitro: | Orlando (Bergamo) |

|                               |           |           |
| Loranzi 6’ Bassetto 8’ (rig.) | Marcatori | 78’ Ferri |

| Arbitro: | Negri (Monza) |

|           |           |                      |
| Biagi 58’ | Marcatori | 25’ Lugo 55’ Sartore |

| Arbitro: | Vanni (Pisa) |

|               |           |  |
| Galandini 24’ | Marcatori |  |

| Arbitro: | Ravello (Imperia) |

|                                |           |  |
| Raffin 38’, 55’ Francescon 89’ | Marcatori |  |

| 7 giugno 1959 40ª giornata |  | – Turno di riposo PIACENZA |  |  |

| Arbitro: | Bellotto (Pordenone) |

|                            |           |                        |
| Galandini 24’ Lombardi 25’ | Marcatori | 72’ Gratton 81’ Mungai |

| Arbitro: | Politano (Cuneo) |

|                   |           |            |
| Galandini 3’, 63’ | Marcatori | 14’ Buizza |